# OMI (artiest)
OMI, artiestennaam van Omar Samuel Pasley (Clarendon, 3 september 1986), is een Jamaicaanse popartiest. Zijn muziekstijlen zijn voornamelijk reggae, soul en urban. 
OMI begon zijn carrière in 2012 en had met de singles Standing on all threes, Cheerleader en Firecracker enig succes in zijn thuisland Jamaica. Een remix die de Duitse dj Felix Jaehn in 2014 maakte van zijn nummer Cheerleader sloeg echter ook internationaal aan en zorgde voor zijn grote doorbraak. De remix bereikte in twintig landen de nummer 1-positie, waaronder in de Verenigde Staten, het Verenigd Koninkrijk, België, Nederland, Duitsland, Canada, Brazilië, Australië en Zuid-Afrika. Cheerleader was wereldwijd een van de succesvolste en best verkochte singles van 2015.
Na Cheerleader had OMI nog een bescheiden hit met het nummer Hula hoop.

## Discografie

### Singles
| Single met eventuele hitnotering(en) in de Nederlandse Top 40 | Datum van verschijnen | Datum van binnenkomst | Hoogste positie | Aantal weken | Opmerkingen                                                 |
| ------------------------------------------------------------- | --------------------- | --------------------- | --------------- | ------------ | ----------------------------------------------------------- |
| Cheerleader (Felix Jaehn remix)                               | 2014                  | 17-01-2015            | 1(11wk)         | 29           | Nr. 1 in de Single Top 100 / Best verkochte single van 2015 |
| Hula hoop                                                     | 2015                  | 10-10-2015            | 24              | 10           | Nr. 20 in de Single Top 100                                 |

| Single met hitnotering(en) in de Vlaamse Ultratop 50 | Datum van verschijnen | Datum van binnenkomst | Hoogste positie | Aantal weken | Opmerkingen |
| ---------------------------------------------------- | --------------------- | --------------------- | --------------- | ------------ | ----------- |
| Cheerleader (Felix Jaehn remix)                      | 2014                  | 24-01-2015            | 1(5wk)          | 35           |             |
| Hula hoop                                            | 2015                  | 12-09-2015            | tip28           | -            |             |

### NPO Radio 2 Top 2000
Van OMI stond alleen Cheerleader in 2015 in de NPO Radio 2 Top 2000, op plek 1561.